# Gisela Kühler-Balcke
Gisela Kühler-Balcke (* 6. November 1913 in Ettlingen; † 6. Januar 1983 in Hamburg) war eine deutsche Bildhauerin.

## Leben
Gisela Kühler-Balcke war die Urenkelin von Gottfried Joseph Pfingsten, der die Itzehoer Nachrichten begründete. Nachdem ihr Vater in den letzten Kriegstagen des Ersten Weltkrieges gefallen war, zog ihre Mutter, Martha Balcke, geb. Winckler († 1973), mit ihren drei Töchtern 1919 von Ettlingen wieder in die elterliche Wohnung nach Itzehoe.
Sie war später Schülerin von Elisabeth Kellermann (1892–1979), bei ihr erhielt sie in der Auguste Viktoria-Schule in Itzehoe Zeichenunterricht. 1931 bekam sie ein zweijähriges Stipendium, das es ihr ermöglichte, Bildhauerei bei Gerhard Marcks auf der Burg Giebichenstein in Halle zu studieren. Von 1933 bis 1943 besuchte sie die Kunsthochschule am Lerchenfeld in Hamburg. Dort wurde sie anfangs von Richard Luksch und später von Johann Michael Bossard unterrichtet. Sie stand auch im Kontakt mit dem Maler Tom Hops, dessen Porträtbüste sie fertigte.
Nach der Bombardierung Hamburgs im Zweiten Weltkrieg zog sie zusammen mit ihrem Ehemann nach Itzehoe; dort entstanden ihre letzten Porträtbüsten, weibliche Aktfiguren sowie ein Grabmalrelief (Mutter und Kind) für den Ohlsdorfer Friedhof in Hamburg. In den 1950er Jahren siedelte sie wieder nach Hamburg über. Nun fertigte sie nur noch kunstgewerbliche Arbeiten bzw. malte in Öl und Aquarell. Gisela Kühler-Balcke war seit 1933 mit dem Architekten Kurt Kühler verheiratet.
Sie beteiligte sich an einer Ausstellung in der Hamburger Kunsthalle sowie 1941 an der Herbstausstellung Hamburger Künstler im Kunstverein in Hamburg. In den 1930er Jahren trat sie dem Hamburger Künstlerbund bei.

## Werke (Auswahl)
- Porträt von Ursula, Keramik um 1940 (im Privatbesitz).